# Marie Sallé
Marie Sallé (1707–1756) foi uma célebre bailarina e coreógrafa da França.
Estudou com a bailarina Françoise Prévost, que patrocinou sua estréia em 1721 na Académie Royale de Musique em Paris. Também pode ter estudado com Jean Balon. Actuou em Inglaterra, em óperas de Händel, e na companhia de John Rich. Seu estilo de dança foi apreciado pela sua expressividade e dramatismo, renovando a prática de seu tempo. Como coreógrafa procurou integrar música, figurino e estilo de dança em um todo coerente.
Sua peça coreográfica mais famosa é Pygmalion, que estreou em palcos londrinos em 1734. Nessa peça ela interpretava uma estátua grega que ganhava vida. E sendo assim, decidiu utilizar um figurino simples, composto por uma túnica leve, rosto descoberto e sem adereços. Os registros da peça não listam cantores no elenco, podendo indicar que não havia texto narrado para contar a história, com Sallé utilizando apenas da dança e da pantomima para construir a narrativa.
Sallé, dando continuidade ao trabalho de sua professora, Françoise Prévost, foi precursora do que viria a ser conhecido como Ballet de Ação, divulgado por Jean-Georges Noverre, que se inspirou na obra de Sallé, e foi amigo dela.